# 师州
师州，唐朝时设置的州。
贞观三年（630年）以室韦、契丹部落置，侨治营州（治今辽宁朝阳市）境内。武周万岁通天元年（696年）移治青州（治今山东省青州市）境。神龙初年，移治幽州良乡县东（今北京市房山区境）。五代后晋废。